# San Nicolás de Bari
Pour les articles homonymes, voir San Nicolás.
San Nicolás de Bari est une ville et une municipalité de Cuba dans la province de Mayabeque.

## Géographie

### Situation
San Nicolás se trouve dans l'est de la partie occidentale de l'île de Cuba, dans le sud de la province de Mayabeque, à 64 km sud-est de La Havane et 36 km sud-est de sa capitale de province San José de las Lajas.

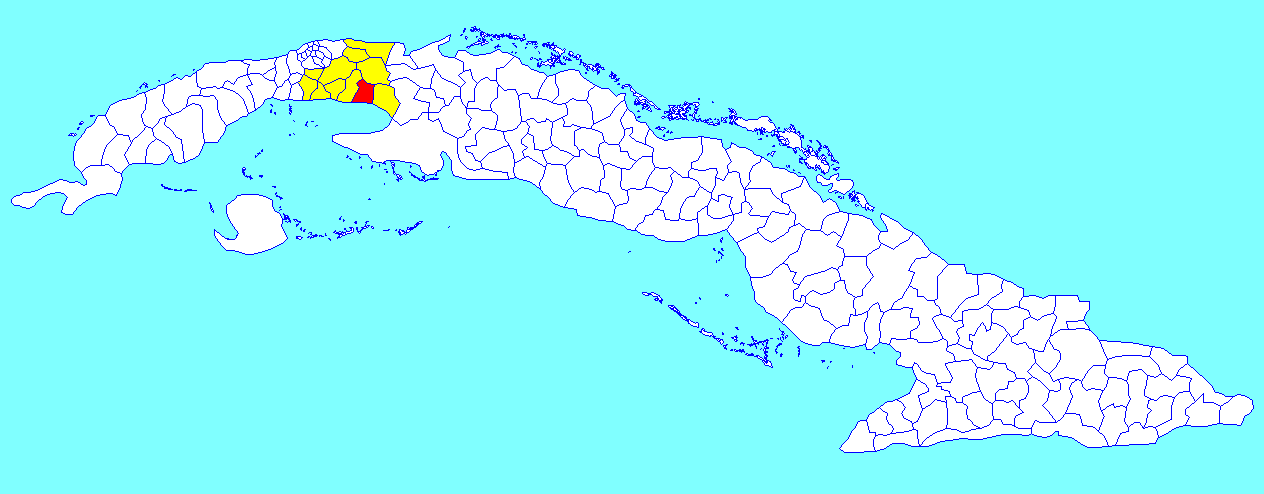
Municipalité de San Nicolás de Bari dans la province de Mayabeque

### Divisions administratives
San Nicolás a quatre consejos populares :
- Domingo Quintero Dávila (Norte)
- José Luis García Lima (Sur)
- Héctor Molina
- Pedrín Troya

## Population
En 2022 la population de la municipalité est estimée à 20 487 habitants. Pour une surface de 229,5 km2, la densité est de 89,26 habitants/km².